# Johnny Alonk
Johnny Ananias Alonk est un homme politique papou-néo-guinéen.

## Biographie
Il quitte l'école en 1979 après quatre ans d'enseignement secondaire, et devient un temps enseignant à Lae dans les années 1990. Il est élu député au Parlement national aux élections de 2017, avec l'étiquette du Parti des ressources unies. Le 10 mai 2021, il est nommé adjoint au ministre des Affaires étrangères Soroi Eoe dans le gouvernement Marape. Il meurt à Mount Hagen le 29 novembre 2021,.